# Голбан, Игорь Валерьевич
Игорь Валерьевич Голбан (31 июля 1990 года, Сочи, РСФСР, СССР) — российский и узбекистанский футболист, выступающий на позиции защитника. С лета 224 года игрок узбекистанского клуба «Насаф»

## Биография
Воспитанник сочинской футбольной школы. В детстве играл на позиции нападающего, позднее перешёл в защиту.
Начинал карьеру в «Сочи-04». В сезоне-2008 провел 21 матч, после чего перешёл в «Жемчужину», за которую сыграл 17 матчей и забил один гол за два с половиной сезона.
В 2011 году клуб обанкротился, и футболист перешёл в московский «Локомотив», подписав трёхлетний контракт; выступал за молодёжный состав.
В 2012 году перешёл в чешскую «Сигму» на правах аренды и провёл за неё пять матчей первенства.
В 2013 году был арендован «Шинником». В 2015 году арендован узбекистанским клубом «Коканд 1912». Первую половину 2016 года провёл в «Навбахоре». С июля того же года игрок «Насафа».
В марте 2020 года получил гражданство Узбекистана.

### Карьера в сборной
Выступал за юношескую сборную России. В 2011 году вызывался главным тренером Николаем Писаревым в молодёжную сборную России, за которую провёл три матча.

## Достижения
- Обладатель Суперкубка Чехии (1): 2012.
- Серебряный призёр кубка Узбекистана 2016.
- Бронзовый призёр чемпионата Узбекистана 2016.